# Юдинцев, Сергей Дмитриевич
Сергей Дмитриевич Юдинцев (1901―1960) ― советский биолог, доктор биологических наук, профессор, декан биологического факультета МГУ. Исполняющий обязанности ректора МГУ (ноябрь 1942–январь 1943).
Известен как специалист по антибиотикам, и как критик псевдонаучных взглядов Трофима Лысенко.

## Биография
Родился 7 (20) марта 1901 года в деревне Николаевское (на территории современного Тонкинского района Нижегородской области).
В 1918 году, после учебы в начальной школе, поступил в учительскую семинарию. Затем окончил биологический факультет Московского государственного университета, остался работать в МГУ, преподавал в качестве физиолога на биофаке, одновременно учился в аспирантуре у М. М. Завадовского. С 1934 года заместитель декана Биологического факультета по учебной работе. Приказом от 10 июня 1937 года отстранён от работы одновременно с деканом А. М. Быховской, «допустившей в своей работе ряд политических ошибок и притупившей партийную бдительность». Исполняющим обязанности декана назначен профессор В. М. Боровский, которого позднее сменил Юдинцев.
Назначен деканом биологического факультета с 9 мая 1938, занимал эту должность по 1948 год. 
Стал первым летописцем биологического факультета, поместив в юбилейных «Учёных записках МГУ» статью «История биологического факультета и научно-исследовательских институтов», в которой рассказал о создании факультета и его современном состоянии (1940, вып. 54, соавт.).
После начала Великой Отечественной войны вступил в народное ополчение, но вскоре был отозван для работы в МГУ. При обороне Москвы руководил группой самозащиты местной противовоздушной обороны. C 1942 по 1943 год исполнял обязанности ректора Московского университета.
4 ноября 1947 года в МГУ при его поддержке и непосредственном участии состоялась открытое заседание ученого совета биофака МГУ, где были раскритикованы псевдонаучные взгляды Трофима Лысенко. В августе 1948 года на сессии ВАСХНИЛ был уволен из Московского университета как противник Лысенко приказом министра высшего образования СССР Сергея Кафтанова.
Умер 26 января 1960 года в Москве, похоронен на Ваганьковском кладбище.

## Научная деятельность
С ноября 1948 года, благодаря положительным отзывам С. Северина, П. Анохина и Г. Гаузе, начал работал в лаборатории Академии медицинских наук по созданию антибиотиков. В 1949 году лаборатория получила статус Научно-исследовательского института, а с 1953 года стал именоваться Институтом по изысканию новых антибиотиков АМН СССР и его директором был назначен Юдинцев, который работал на этом посту до конца жизни. Написал монографии и статьи по микробиологии, был одним из создателей научного журнала «Антибиотики».

## Память
- В посёлке Тонкино установлен памятный знак в честь Сергея Юдинцева.